# Töpferei Hinterm Berg 12a
Die ehemalige Töpferei Hinterm Berg 12a in der niedersächsischen Gemeinde Worpswede wurde im ersten Drittel des 20. Jahrhunderts gebaut. Aktuell (2025) wird sie durch das Büro für Landschaftsökologie genutzt.
Das Gebäude steht unter Denkmalschutz (siehe auch Liste der Baudenkmale in Worpswede).

## Geschichte und Beschreibung
Das eingeschossige traufständige niedrige Gebäude in Fachwerk mit Steinausfachungen, mit flachem ziegeldedeckten Walmdach und westlichem Eingang unter Pyramidendach wurde 1921 nach Plänen von Bernhard Hoetger als Atelier mit Wohnmöglichkeit und Teil der Kunsthütten gebaut. Die Nordfassade ist größtenteils massiv in Backstein. Phantasievoll geschnitzte Türen gestalten das Haus. Bis 1927 wurde es als Atelier genutzt. Daneben steht die denkmalgeschützte ehemalige Kunsthütte.
Das Landesdenkmalamt befand u. a.: „… eine der so genannten ‚Worpsweder Kunsthütten‘ von Bernhard Hoetger, die als Teil seiner Schaffensphase in Worpswede errichtet und bis 1927 als solche geführt wurden …“
Der Architekt Hoetger entwarf in Worpswede auch das Landhaus Brunnenhof (1914), den Niedersachsenstein (1921), die Töpferei (1921), die Kunsthütte (1921), Haus Hoetger (1922), das Kaffee Worpswede (1925), das Gästehaus (1926) und die Große Kunstschau Worpswede (1927).